# Xanca de Táchira
La xanca de Táchira (Grallaria chthonia) és una espècie d'ocell de la família dels gral·làrids (Grallariidae).

## Hàbitat i distribució
Habita el terra de la selva pluvial. Conegut únicament als Andes del sud-oest de Veneçuela al sud-oest de Táchira.